# Adam Sandurski
Adam Sandurski (n. 8 februarie 1953, Zarzecze⁠(d), Gmina Boguchwała⁠(d), voievodatul Subcarpatia, Polonia) este un luptător ce a reprezentat Polonia, medaliat olimpic. A participat la 2 ediții ale Jocurilor Olimpice (1980, 1988) în care a câștigat o medalie de bronz.